# Legendás állatok és megfigyelésük
A Legendás állatok és megfigyelésük (eredeti címén: Fantastic Beasts & Where to Find Them) egy 2001-ben kiadott fiktív tankönyv, amit J. K. Rowling írt. A Harry Potter című könyvsorozat világához tartozó mű szerzői jogairól az írónő lemondott, így a vásárlásából befolyt összeget a Comic Relief nevű alapítványnak ajánlotta fel. Egy könyv árának több mint a 80%-a a világon lévő szegény gyerekek javára folyik be. Ezzel, és egy másik, A kviddics évszázadai című könyvvel, összesen 15,7 millió font gyűlt össze.
Egy 2001-es interjúban Rowling azt mondta, hogy azért választotta a könyv tárgyának a mágikus lényeket, mert ez egy vicces téma és a Harry Potter-könyvekben már sok-sok dolgot kitalált velük kapcsolatban. Az írónő neve nem került fel a könyv borítójára, helyette Göthe Salmandert tüntette fel, mint szerző, hogy még hitelesebb legyen a fiktív tankönyv. Magyar nyelvre Tóth Tamás Boldizsár fordította le és az Animus Kiadó adta ki.
A könyv alapján 2016-ban egy azonos című film készült, melynek főszereplője Göthe Salmander (Eddie Redmayne), aki 1926-ban New Yorkban igyekszik elfogni a varázsbőröndjéből kiszabadult bestiákat, feldúlva a varázslók és varázstalan emberek lakta város amúgy sem nyugodt életét.

## Tartalom

### A tényleges könyv
A Legendás állatok és megfigyelésük több szempontból is érdekes könyv. Eredetileg csupán egy kitalált tankönyv, amiről először az első kötetben esik szó a kötelező könyvek listáján. A később megírt könyv azonban több pusztán kitalált tankönyvnél. Ez egy „különleges kiadás”, Harry saját példányának tökéletes másolata, ezért a tulajdonos „tanulságos széljegyzetei egészítik ki” (a műből). Az egyedi kiadáshoz maga Albus Dumbledore írt előszót, mely szerint a művet kivételesen muglik (azaz a mágiát nem használó emberek) is megvásárolhatják.
A könyv ezután röviden áttekinti a magizoológia történetét, majd ismerteti a varázslényeket. A leírások a bestiák neve szerinti betűrendben, enciklopédiaszerűen követik egymást. Megtalálhatjuk benne szinte az összes, a regényekben is említett lényt (közel 85-öt). A jogtulajdonos a Harry Potter sorozatban még elő nem fordult nevek lefordításához nem járult hozzá, de a fordító által készített lista, melyet a későbbi kötetek átültetése során is használt, elérhető a Lumos.hu portálon. E könyvben tehát még angolul szerepelnek például az újabb kötetekben már magyar nevet kapott bólintér (bowtruckle), acsarka (knarl) és golymók (puffskein) is.

### A fiktív mű
A fiktív mű Goethius Artemis Fido Salamander alkotása, aki jelentős magizoológus, munkásságáért a Merlin-díj ezüst fokozatával tüntették ki. A könyv 52. kiadását éli, s az Obskurus könyvek kiadásában jelenik meg, természetesen az Abszol úton vásárolható meg. Ára 1 galleon 11 sarló.

#### A Mágiaügyi Minisztérium által meghatározott osztályok
- XXXXX – bizonyítottan varázslót ölt / idomításra, szelídítésre alkalmatlan
- XXXX – veszélyes/kezelése szaktudást igényel / csak magasan képzett varázsló tud bánni vele
- XXX – képzett varázslóra nem veszélyes
- XX – ártalmatlan / szelídíthető
- X – unalmas

##### XXXXX osztályú lények
- Akromantula

Óriáspók, őshazája feltehetően Borneó erdeiben található. Nagytestű, terpesztávolsága (kinyújtott lábakkal) a 4 m-t is meghaladja. Fekete szőrzettel borított testű, harang alakú hálóját a talajon szövi. Ha izgatott, vagy dühös, csáprágóit csattogtatja. Méregmirigyét használva vadászik, a nagy testű zsákmányt kedveli, az embert sem kivéve. A nőstény nagyobb a hímnél, szaporodási időszakban strandlabda nagyságú, lágy héjú, fehér tojásokat rak, akár egyszerre 100-at is. Az emberi beszédet is képes elsajátítani, közel emberi intelligenciával rendelkezik. Sokan úgy vélik, mágusok által kitenyésztett állatfajtáról van szó. Talán őrzőállatnak szánták. De az akromantulák nem idomíthatóak, varázslókra és muglikra is veszélyes mágikus lények.
- Baziliszkusz, vagy a kígyók királya

Kitenyésztőjük: Hitvány Herpón ógörög, párszaszájú feketemágus. Ő jött rá, ha a tyúktojást egy varangyos béka költi ki, a tojásból kibúvó lényből minden kígyónál nagyobb, hatalmas, mérges bestia fejlődik ki. A baziliszkusz teste élénkzöld kígyótest, 15 m hosszúra is megnőhet. A hímeket skarlátvörös fejtollaik különböztetik meg a nősténytől. Legfélelmetesebb fegyvere hatalmas, sárga szeme: ha valaki belenéz, azonnal holtan esik össze. Ezen kívül még jókora méregfogakkal is rendelkezik, halálos mérget termel. Emlősökkel, madarakkal, néha hüllőkkel is táplálkozik, az emberekre is vadászik. Viszont a kakas kukorékolása állítólag megöli. Nagyon sokáig él, a legenda szerint Hitvány Herpón baziliszkusza megérte a 900 évet.
Csak a párszaszájú varázslónak engedelmeskedik, éppen ezért még a feketemágusok sem vállalkoznak egy baziliszkusz létrehozására. 400 éve törvény tiltja a baziliszkuszok tartását, nevelését.
- Kiméra

Ritka, görög szörnyetegfaj. Oroszlánfeje, kecsketeste és sárkányfarka van. Rendkívül veszélyes és gonosz, nagy erejű bestia. Egyetlen dokumentált írás történt a kiméra legyőzéséről, de a győztes varázsló annyira kimerült a bestiával vívott csatában, hogy leesett szárnyas lováról és szörnyethalt.
- Lethifold (hóhérlepel, élő szemfedő)

Ritka, trópusokon előforduló lény. Fekete köpenyre hasonlít, vastagsága kb. 1 cm, zsákmányejtés után kicsivel vastagabb. Ravasz bestia. A földön csúszva keresi áldozatát, leggyakrabban alvó embert. Flavius Belby varázsló 1782-ben Új-Guineában nyaralva élt át egy lethifold-támadást. Drámai beszámolójában részletesen leírja, hogyan siklott be a szörny az ajtó alatti résen, hogyan csavarodott rá egész testére és fejére, mivel meg akarta fojtani. Semmiféle varázslattal nem tudta legyőzni, egyedül a patrónus-bűbáj volt hatásos a lethifold ellen. Mivel a szörny általában alvó emberekkel találkozik, megfojtja őket, mielőtt varázsolni tudnának. Ott helyben, az ágyban megemészti áldozatait, majd kissé megvastagodott állapotban elhagyja a helyszínt. Mivel nem hagy maga után nyomot, a lehetetlenséggel határos a lethifold-támadások számát meghatározni. Némely varázslók ezért fortélyosan lethifold-áldozatoknak tettetik magukat, ha el akarnak tűnni ismeretségi körük vagy családjuk szeme elől.
- Mantikór

Emberfejű, oroszlántestű, skorpiófarkú görög szörnyeteg. Ritka és vérszomjas. Egyes források szerint halkan dudorászik áldozatának elfogyasztása közben. Bőre vastag és minden ismert bűbáj visszaverődik róla. Skorpiófarkának szúrása halálos.
- Nundu

Kelet-Afrika lakója, talán a legveszélyesebb minden bestiák közül. Óriási leopárdra hasonlít, zajtalanul jár zsákmány után. Lehelete mérgező.
Legalább 100 varázsló szükséges a legyőzéséhez.
- Quintaped (kvintaped, más néven szőrös MacBoon)

Ez a vad, vérszomjas bestia kizárólag a Skócia északi részén található Drear szigeten honos. Alacsony, zömök testű, öt lábbal rendelkezik, amelyek tuskóban végződnek. Vörösesbarna szőr borítja. Súlypontja alacsonyan van. Keletkezésüket egy legendával magyarázzák. A Drear szigetet egykor két varázslócsalád (klán) lakta: a McClivertek és a MacBoonok. Történt egyszer, hogy a két klán vezetője előbb leitta magát a sárga földig, majd részeg fejjel varázslópárbajt vívtak. MacBoon Quintus lett a győztes, de megölte ellenfelét, McCliver Dugalt. A McCliver klán tagjai bosszúból körülvették a MacBoonok házát, és mindegyikőjüket ötlábú szörnyeteggé varázsolták át. De a bosszú visszájára fordult, mert a MacBoonok varázslónak nem túl sikeresek voltak, de szörnyetegként annál erősebbek és vadabbak lettek. Apránként kiirtották a McCliver családot, hiába próbáltak védekezni vagy visszaváltoztatni a MacBoonokat emberré. A szigeten most kizárólag a kvintaped bestiák élnek, így hát a legenda igazságát ellenőrizni lehetetlen. Viszont tény, hogy nem hagyják magukat elfogni akár visszavarázslás céljából sem, elégedettek jelenlegi bestia létformájukkal, még akkor is, ha valaha emberek voltak.
- Sárkányok:

Talán a leghíresebb és a legnehezebben elrejthető, hatalmas mágikus bestiák. Nőstényeik nagyobbak és agresszívabbak a hímeknél.
A sárkányok bőre, szíve, mája, vére, karma, szarva komoly mágikus erővel bír, fontos alapanyagai sok bűbájnak. A sárkányoknak 10 fajuk él szerte a világon. A fajok kereszteződése aránylag ritka.
- Antipoduszi opálszemű sárkány (Antipodean Opaleye)

Új-Zélandon fordul elő, túlnépesedés esetén némely példányok Ausztráliába telepedhetnek át. A sárkányoktól kissé szokatlanul nem a hegyekben, hanem a völgyekben tanyázik. Közepes termetű, súlya 2-3 tonna. Szivárványszínű pikkelyeivel talán a legszebb sárkányfajta. Szeme csillogó, sokszínű, pupilla nélküli – innen ered a fajta neve is. Természete békés, csak akkor vadászik, ha éhes. Kedvenc zsákmánya a juh, de nagyobb állatokat is elejthet – pld. az Ausztráliába települők nagy mennyiségű kengurut mészároltak le. Tojása sápadtszürke, könnyen össze lehet téveszteni az őskövületekkel.
- Hebridai Feketesárkány (Hebridean Black)

A Brit-szigeteken honos, agresszív faj (a walesi zöldsárkányhoz hasonlítva). Hossza a 9 m-t is elérheti. Fekete pikkelyei durvák, szeme fénylő bíborpiros. Hátán borotvaéles taréjsort, farkán nyíl alakú tüskét visel. Szárnya a denevéréhez hasonlít. Egy példány vadászterülete 250  km². Kedvenc zsákmánya a szarvas, de nagy testű kutyákat és szarvasmarhát is rabolhat. A körülöttük levő vadőri teendőket hagyományosan a hebridai MacFusty család varázslói végzik.
- Kínai Gömblángsárkány (Oroszlánsárkány, Chinese Fireball)

A Távol-Kelet egyetlen sárkányfajtája. Igen attraktív megjelenésű. Hosszú testét sima, vörös pikkelyek borítják, fitos orrban végződő pofáját aranyszínű tüskék keretezik. Szemei látványosan dülledtek. Testsúlya 2-4 tonna. Orrlyukain gomba alakú tűzcsóvákat fúj, innen kapta a nevét. Agresszív, de fajtársaival szemben béketűrőbb, mint más sárkányok. Még a vadászterületüket is hajlamosak megosztani egy-két másik sárkánnyal. Zsákmányol mindenféle emlősállatot, kedvenc prédája a sertés, valamint az ember is. Élénkpiros, arannyal pöttyözött tojásaik héja rendkívül keresett cikk a kínai varázslók körében.
- Magyar mennydörgősárkány (Hungarian Horntail)

A legveszedelmesebbnek tartott sárkányfaj. Óriásgyíkszerű testét fekete pikkelyek borítják. Szarvai és faroktüskéi bronzvörösek, szeme sárga. Kivételesen hosszú, akár 15 m-es lángcsóvát tud fújni. Kecskét, juhot, és ha teheti, embert eszik. Cementszürke tojásának héja nagyon vastag, az ivadékok a farkukon már kifejlődött tüskékkel nyitják fel.
- Norvég Tarajossárkány (Norwegian Ridgeback)

Hasonlít a magyar mennydörgősárkányhoz, de faroktüskék helyett éles tarajt visel a gerince mentén. Nagytestű szárazföldi emlősökkel táplálkozik, és sárkányoktól szokatlan módon a vízi állatokat sem veti meg. Ellenőrizhetetlen beszámoló szerint egyszer Norvégia partjai mentén a vízből ragadott ki egy bálnaborjút a norvég Tarajossárkány egy példánya. Fajtársaival szemben nagyon agresszív, állománya erősen megcsappant. Tojása fekete. A kikelt kicsinyek más fajtákhoz képest sokkal korábban, 1-3 hónaposan már tudnak tüzet fújni. (Megjegyzés: Hagrid kedvence, Norbert/Norberta norvég tarajossárkány volt.)
- Perui viperafogú sárkány (Peruvain Vipertooth)

A legkisebb és leggyorsabb röptű sárkányfajta. Testhossza csupán 4,5 m. Pikkelyei simák, rézvörösek, hátán fekete taréjfoltok találhatóak. Fején két kurta szarvat visel. A fogaiból erős méreg csöpög. Bár jól elélhetne kecskén és szarvasmarhán, annyira szereti az emberhúst, hogy a 19. század vége felé exterminátor-varázslók által állománycsökkentést kellett végrehajtani a perui viperafogú sárkány fajtában.
- Román hosszúszarvú sárkány (Romanian Longhorn)

Pikkelyei élénkzöldek, fején hosszú, aranyszínű szarvpár pompázik. Zsákmányát először a szarvaival megsebesíti, majd tüzet fúj rá. Ennek a sárkányfajtának őrölt szarva fontos bájitalok alapanyaga, miáltal állománya az állandó vadászat miatt drasztikusan lecsökkent. Ezért őshazájában, Romániában nagy kiterjedésű sárkányrezervátum található, ahol nemzetközi varázslócsoport tanulmányozhatja a sárkányokat.
- Svéd sróforrú sárkány (Swedish Short-Snout)

Tetszetős külsejű, ezüstkék pikkelyes sárkány. Orrlyukain vakító kék színű szúrólángot fúj, amely pillanatok alatt hamuvá porlasztja a csontokat, vastag gerendákat is. Főként vad, lakatlan hegyvidékeken él, így a statisztikák szerint ez a sárkányfajta ölte meg a legkevesebb embert. A svéd sróforrú sárkány bőre értékes alapanyag: kesztyűket, bőrpajzsokat készítenek belőle a varázsvilágban.
- Ukrán vashasú sárkány (Ukrainian Ironbelly)

A legnagyobb testű sárkányfajta, súlya akár 4 tonna is lehet. Nagy tömege miatt a többi sárkánynál lassabban repül. Nagyon veszélyes: ha esetleg egy házra száll le, az rögtön összeomlik. Pikkelyei fémszürkék. Szemei vörösek. Karmai feltűnően hosszúak és élesek. Előfordult már, hogy felkapott egy vitorláshajót (szerencsére senki nem tartózkodott a fedélzeten), ezért összes példánya szigorú megfigyelés alatt áll az ukrán mágiaügyi hatóságok által.
- Közönséges walesi zöldsárkány (Walesh Green)

Zöld pikkelyeivel remekül beleolvad a környezetébe, a zöld mezőkbe. A hegyvidéket csak tojásrakáskor keresi fel. Ezért itt külön rezervátumot jelöltek ki a fajta részére. Jellegzetesen, dallamosan üvölt, ezáltal könnyen felismerhető. Karcsú lángcsóvákat fúj. Juhokkal táplálkozik, az emberek elől elbújik. Tojása földszínű, zölddel pettyezett.
- Szárnyas ló (XX-XXXX)

Szárnyas lovak a világ minden táján élnek. Számos változatuk ismert.
- Abraxan: óriás termetű, aranysárga színű, nagyon erős.
- Aethonan: pej színű, Nagy-Britanniában és Írországban népszerű.
- Granian: szürke színű, nagyon gyors.
- Thesztrál: fekete színű, ritka fajta, csontos, denevérszárnyú sárkányra hasonlít. Láthatatlan azok számára, akik még nem láttak valakit meghalni. Népi babona szerint megpillantása balszerencsét hoz. Bizonyítottan szelídíthető, közlekedésre nyereg alatt és kocsival is használható.

Ha valaki szárnyas lovat tart, időközönként kiábrándító bűbájt kell törvény szerint rá alkalmazni.
- Vérfarkas

A besorolás a teliholdkor átváltozott bestiára értendő. A vérfarkas bizonyíthatóan Észak-Európai eredetű, de már az egész világon megtalálható. Varázslók és muglik egyaránt vérfarkassá változnak, ha megharapja őket egy átváltozott vérfarkas. A vérfarkas-kórban szenvedő egész hónapban normális emberi életet él, veszélytelen. Teliholdkor azonban bestiává változik, és kifejezetten emberekre vadászik. A vérfarkas-kórnak még nincs ellenszere, de a bűbájtani kutatások lehetővé tették, hogy a legrosszabb tünetek mára már kiküszöbölhetőek. Szívszorító történetét, a vérfarkas-kórral való küzdelmét egy ismeretlen varázsló könyvben is leírta – ez a mű mára klasszikusnak számít (Véres száj, érző szív – Varázsütés Könyvek, 1975.)

##### XXXX osztályú lények
- Demiguise (szemiflázs)

Hazája a Távol-Kelet. Karcsú, emberszabású majomra hasonlít, szomorú, fekete szemei csak ritkán villannak elő fejszőrei alól. Békés növényevő bestia. Veszély esetén láthatatlanná válik, csak az erre szakosodott varázslók észlelik. Szőréből értékes láthatatlanná tevő köpenyt lehet szőni. Előre látja a közel jövő valószínű történéseit.
- Egyszarvú vagy unikornis

Európa északi részének erdeiben élő, lószerű, szép állat. A csikók aranyszínűnek születnek, később ezüstszínűek lesznek. Kifejlett állapotban hófehér ló, amely a homlokán egy hosszú szarvat visel. Gyors mozgású, rejtőzködő, emberkerülő természetű, de adandó esetben a boszorkányokat könnyebben elviseli, mint a varázslókat. Szarva, szőre és vére komoly mágikus erővel bír. A mugli-irodalom kedvelt állata, népszerű és szépnek ábrázolt.
- Erkling (villi, erkling)

A németországi Fekete-erdőben honos, manószerű bestia. Kb. 90 cm magas (nagyobb, mint a gnóm), hegyes arca van. Jellegzetes, visító hangon nevet. Gyermekeket csalogat el hipnotikus erejű hangjával, hogy később felfalhassa őket, ezért a német Mágiaügyi Minisztérium szigorú óvintézkedéseket hozott ellenük. A legutolsó ismert erkling-támadás egy hatéves varázslógyermek, Bruno Schmidt ellen történt, meglepő végfordulattal. Bruno ugyanis fejbe verte az erklinget apja üstjével, mire az erkling szörnyethalt.
- Erumpent (randalór)

Afrikában honos, nagy testű, vaskos termetű, szürke, még a bűbájok nagy részével szemben is ellenálló vastag bőrrel rendelkezik. Távolról egy orrszarvúval téveszthető össze, mivel az erupment is egy vaskos, éles szarvat hord a fején. Farka hosszú, kötélszerű. Az erupment csak akkor támad, ha felingerlik. Rendkívül veszélyes, mert erős szarva akár a vaspáncélt is átlyukasztja, és olyan folyadékot fecskendez ellenfelébe, amitől az felrobban. Ez elterjedését is nagyban gátolja: a nőstényért vagy a területért harcoló bikák gyakran felrobbantják egymást. A nőstény mindig csak egy borjút hoz a világra. Az afrikai varázslók különös óvatossággal kezelik a bestiát. Az erupment farkát, szarvát, robbanó nedvét bájital-készítésükben felhasználják, bár ezek veszélyes, csak ellenőrzés mellett használható (B. kategóriás) szerek.
- Főnix

Egyiptom, India és Kína hegységeiben él. Hattyú nagyságú, karmazsinpiros tollú madár, csőre, karmai és hosszú farktollai aranyból vannak. A főnix szelíd madár, kizárólag gyógyfüveket fogyaszt, sem embernek, sem állatnak nem okozza halálát. Képes eltűnni és felbukkanni a semmiből. Éneke mágikus hatású: bátorságot önt az igaz emberek szívébe, és halálra rémíti a gonoszokat. Hosszú életet él, mert képes önmagát újra és újra regenerálni. Amikor teste elöregszik, lángra lobban, majd a saját hamvából kismadárként újjászületik. Könnyei gyógyító erővel bírnak. (Megjegyzés: Albus Dumbledore madara, Fawkes egy főnix.)
- Golden Snidget (aranyröppenty)

Ritka, védett madárfaj. Teste tökéletesen gömbölyű, aranyszínű tollai vannak, piros szeme ékkőként csillog. Rendkívül sebesen repül, körbeforgó szárnyízületei miatt a leghihetetlenebb irányváltoztatásokra képes. Az értékes tolláért, szeméért és a kviddicsben játszott szerepéért a vadász-varázslók csaknem kiirtották. Golden snidget rezervátumok az egész világon találhatóak. A kviddicsjátékban az aranycikesszel helyettesítették. (Ld. A Kwiddics Évszázadai, Varázsütés Könyvek 1952.)
- Graphorn (böklenc)

Európa hegyvidékeinek lakója. Megtermett, szürkésvörös színű, hajlott hátú lény, nagy, négyujjú hátsó lábain felegyenesedve jár. Hosszú, hegyes szarva van, amelyet előszeretettel használ, igen agresszív természetű. Vastag bőre még a sárkányokénál is ellenállóbb, a legtöbb bűbáj visszapattan róla. A graphorn-szarv őrleménye (mely számos varázsfőzet alapanyaga) ezért aranyárban kapható. A hegyi trollok próbálják megszelídíteni, de kevés sikerrel. Számos trollon lehet látni graphorn-szarv okozta sérüléseket.
- Griff

Őshazája Görögország. Feje és mellső lába óriási sast formáz, teste és hátsó lába oroszlánszerű. Nyers hússal táplálkozik. Jól képzett varázslók összebarátkozhatnak vele, bár nem szelíd természetéről híres. Gyakori a kincsek őrzésében való alkalmazása.
- Jeti

Tibet legendás bestiája a jeti. Emlegetik még „majomember”, „lapáttalpú”, „undok hólény” neveken is. Majomszerű testét fehér bunda borítja, akár 4,5 m magas is lehet. Mindent megeszik, ami vagy aki szerencsétlenségére az útjába kerül. A tűztől nagyon fél, ezzel képzett varázsló el tudja riasztani. Egyesek szerint a troll rokona lehet, de erre vonatkozó vizsgálatot még senki sem tudott elvégezni.
- Kappa

Japán vízidémon. Sekély folyókban és tavakban tanyázik. Külseje majomszerű, csak pikkelyes. A feje tetején folyadékkal teli üreg található. Ragadozó bestia, élő emberek vérével táplálkozik. Védekezni kétféleképpen lehet ellene:
1. uborkával ajándékozzuk meg (nagyon szereti), amelybe előzőleg belekarcoltuk a nevünket,
2. valahogyan elérjük, hogy meghajoljon, és kicsorogjon a fején levő üregből a folyadék.

Ekkor minden erejét elveszti (japán mágusok szerint olyan udvarias, hogy viszonozza az ember meghajlását).
- Kelpi

Szintén japán vízidémon, Írországban és Nagy-Britanniában őshonos. Mindenféle alakot képes felvenni, de legkedveltebb megjelenési formája általában hínársörénnyel rendelkező ló. Tavakban és folyókban él, az arra tévedő embereket megpróbálja a hátára csalogatni, majd lemerül a víz alá és ott elfogyasztja áldozatát.
- Kentaur

A kentaur fejét, törzsét és karját tekintve ember, deréktól lefelé azonban ló. A lótest színe változó. Mivel a kentaurok emberi értelemmel rendelkeznek és beszélni is tudnak, a fogalom szigorú értelmezése szerint nem bestiák. A Mágiaügyi Minisztérium csak saját kifejezett kívánságukra sorolta őket ebbe a kategóriába (lásd a Bevezetést). A kentaur erdőlakó lény. Őshazája Görögország, de ma már Európa-szerte találunk kentaur-közösségeket. A mágiaügyi hatóságok minden érintett országban kijelöltek olyan területeket, ahol a muglik nem háborgathatják a kentaurokat – jóllehet, ez utóbbiak maguk is el tudnak bújni az emberek elől, így nemigen szorulnak varázslói védelemre. A kentaurok életéről keveset tudni. Általánosságban elmondható, hogy varázslókkal és muglikkal szemben egyaránt bizalmatlanok, s tény, hogy nagyjából egyformán ítélik meg a két embercsoportot. 10-50 fős csordákban élnek. Azt tartják róluk, hogy jól értenek a gyógyításhoz, a jövendőmondáshoz, az íjászathoz és az asztronómiához.
- Occamy (okkami)

Az occamy a Távol-Keleten és Indiában honos. Tollas, kétlábú, szárnyas és kígyótestű lény, testhossza a 4,5 métert is elérheti. Tápláléka főleg patkányból és madarakból áll, de néha majmokat is elragad. Minden közeledőre rátámad, különösen ha tojásait védi, amelyek héját a legtisztább, puha ezüst alkotja. Koranaptikszikus, azaz kitölti a rendelkezésére álló teret, térnek megfelelően nő illetve zsugorodik.
- Réem

A réem rendkívül ritka, aranybőrű óriásbivaly, az észak-amerikai és távol-keleti vadonok lakója. Vére emberfeletti erőt kölcsönöz annak, aki megissza. E varázslatos nedű azonban a beszerzési nehézségek miatt szinte soha nem bukkan fel a szabadpiacon.
- Runespoor (rúnakígyó, szkizopuzik)

A háromfejű runespoor őshazája az afrikai Burkina Faso. 180–200 cm-es, élénk narancssárga testét fekete csíkok díszítik. Igen feltűnő állat, ezért a Burkina Faso-i Mágiaügyi Minisztérium egyes erdőkben feltérképezhetetlen rezervátumokat jelölt ki számára. A runespoor, bár nem különösebben agresszív lény, egykor a feketemágusok kedvelt állata volt – nyilván feltűnő, félelmet keltő külseje miatt. A faj sajátos viselkedési szokásait azon párszaszájú varázslók leírásaiból ismerjük, akik birtokoltak és kifaggattak ilyen lényeket. Ezekből a feljegyzésekből kiderül, hogy a kígyó egyes fejei más és más célt szolgálnak. A (szemből nézve) bal oldali fej a tervező: kitalálja, merre menjen és mit csináljon a kígyó. A középső fej az álmodozó (a runespoor gyakran napokig mozdulatlanul fekszik, gyönyörű látomásoknak, képzelgéseknek adva át magát). A jobb fej, melynek feladata a kritizálás, szüntelen, idegesítő sziszegéssel kommentálja két társa teljesítményét. A kritikusnak veszélyes méregfoga van. A runespoor általában rövid életű, mivel fejei hajlamosak a civakodásra. Gyakori az olyan példány, amelyiknek hiányzik a jobb feje – ennél a bal és a középső fej összefogtak, és leharapták bírálójukat. A runespoor – a mágikus lények között egyedülálló módon – száján préseli ki tojásait. A runespoor-tojás az agyserkentő bájitalok értékes hozzávalója. Ennek és magának a bestiának évszázadok óta virágzó feketepiaca van.
- Sellő

Sellőket világszerte találunk, bár külsejük épp oly változatos, mint az embereké. Akárcsak a kentaurokéról, a sellők életmódjáról, szokásairól is vajmi keveset tudunk. A sellő nyelvet beszélő varázslók szerint magas szervezettségi szintű, az élőhely függvényében változó létszámú csapatokban élnek, s egyes közösségek lakóépületei valódi remekművek. A kentaurokhoz hasonlóan a sellők is visszautasították az értelmes lény státust, s inkább bestiák maradtak (lásd Bevezetés). A legrégebbi feljegyzésekben említett sellők a görög szirének és tritonok. A mugli irodalomban és festészetben oly gyakran ábrázolt gyönyörű hableányok a melegebb vizek lakói. A skóciai szelkik és az írországi merrók kevésbé szépek, de, mint minden sellő, ők is rajonganak a zenéért.
- Szfinx

Ezt az egyiptomi eredetű, emberfejjel és oroszlántesttel rendelkező bestiát a varázslók több mint egy évezrede használják értékes tárgyak és titkos rejtekhelyek őrzésére. A szfinx igen fejlett értelmű lény, kedveli a rejtvényeket, találós kérdéseket. Általában csak akkor támad, ha illetéktelenek közelítik meg az őrizetére bízott helyet vagy tárgyakat.
- Tebó

A tebó Kongóban és Zairéban honos hamuszínű varacskos disznó. Igen veszélyes bestia, s mivel képes láthatatlanná válni, lerázni és befogni egyaránt nehéz. Értékes bőréből pajzs és védőruházat készül varázslók számára.
- Troll

A troll 6 méter magas, egy tonnát is meghaladó súlyú, félelmetes bestia. Közismert róla, hogy rettentően erős és nem kevésbé buta, ráadásul kiszámíthatatlan és gyakran agresszív. Őshazája Skandinávia, de ma már Nagy-Britanniában, Írországban és más észak-európai régiókban is előfordul.
A trollok morgásokból álló primitív nyelven kommunikálnak, bár egyes példányokról tudjuk, hogy megértik az emberi beszédet, sőt néhány egyszerűbb szót is ki tudnak mondani. Az értelmesebb egyedek kiképezhetők őrző-védő munkára. A trollnak három típusát ismerjük: a hegyi, az erdei és a folyami trolit. A kopasz, világosszürke bőrű hegyi troll a legnagyobb termetű s egyben a legvadabb változat. Az erdei troll halványzöld, egyes példányainak bőrén zöld vagy barna színű, vékony szálú, kusza szőr nő. A folyami trollnak két kurta szarva van, bőre vörhenyes, esetenként szőrös. Ez a típus gyakran hidak alatt áll lesben. A trollok nyers húst esznek, s nem válogatnak az áldozatokban: a vadállatoktól az emberig bármit zsákmányul ejtenek.

##### XXX osztályú lények
- Ashwinder (hamukuszma)

Az ashwinder a hosszabb ideje égő, őrizetlenül hagyott mágikus tüzek parazsában keletkezik. A vékony, sápadt-szürke, siklószerű lény születése után nyomban elhagyja a tüzet, és elkúszik az épület sötétebb részei felé. Útját hamucsík jelzi.
Az ashwinder egyetlen óráig él. Miután talált egy félreeső helyet, s ott lerakta tojásait, egyszerűen elporlad. Tojása izzóvörös színű és tűzforró. Ha nem hűtik le a megfelelő bűbájjal, percek alatt felgyújtja a lakóépületet. Aki tehát észreveszi, hogy egy vagy több ashwinder szabadult el a házban, azonnal eredjen a nyomába, és sürgősen kutassa fel a ashwinder-fészket. A lehűtött tojás a szerelmi bájitalok értékes hatóanyaga, egészben elfogyasztva pedig gyógyítja a maláriát. Ashwinderrel a világ minden részén találkozhatunk.
- Billiwig (parókás pörgencs)

Ausztráliában honos rovar. Kb. 12 mm-es, s bár színe élénk zafírkék, sebes röpte miatt a muglik csak elvétve veszik észre, mi több, gyakran a varázslók is csak akkor figyelnek fel rá, ha már megcsípte őket. Az állat szárnya a feje tetején helyezkedik el, s repülés közben a test többi részével együtt propellerként forog. A potroh hosszú, vékony fullánkban végződik. A billywig csípése szédüléssel és lebegéssel jár. A fiatal ausztrál boszorkányok és varázslók körében nemzedékek óta dívik a billywiggyűjtés szokása. A befogott példányokat csípésre ingerlik, hogy élvezhessék az említett mellékhatásokat. Tudnivaló azonban, hogy a túl sok csípés napokig tartó, irányíthatatlan lebegést okoz, súlyosabb allergiás reakció esetén pedig az elemelkedés krónikussá válhat. A szárított billywigfullánkot bájitalok készítéséhez használják, s úgy tudni, a Bűvös Bizsere nevű népszerű édesség összetevői között is szerepel.
- Bundimun (bundifult)

A világszerte elterjedt bundimun házi kártevő. A padló alatt és a szegélylécek mögött közlekedik, jelenlétét átható rothadásszag jelzi. A bundimun váladéka rothasztó hatású, a házak alapjait támadja meg. Nyugalmi állapotában a bundimun pislogó, zöldes penészfoltra hasonlít, de ha megzavarják, kidugja számos, pókszerűen hosszú lábát, és fürgén eliszkol. Port és piszkot eszik. A hígított bundimunváladékot – felületaktív anyagként – mágikus tisztítószerekbe keverik.
- Crup (krup)

A crup Anglia délkeleti részéről származik. Villás farkától eltekintve nagyjából úgy fest, mint a Jack Russell terrier. A crupot szinte bizonyosan mágusok tenyésztették ki, mivel varázslókkal szemben végtelenül engedelmes, a muglikhoz viszont ellenségesen viszonyul. Kiváló háztáji „tisztogató": a kerti törpétől a régi gumiabroncsig mindent megeszik.
- Doxy

A doxyt gyakran összetévesztik a tündérrel (lásd lentebb!), pedig a két faj sok szempontból különbözik. Bár méretük hasonló és egyformán emberszabásúak, a doxy könnyen felismerhető a testét borító sűrű fekete szőrzetről valamint plusz két karjáról, illetve lábáról. Szárnya vastag, ívelt és fényes, bogárszárnyhoz hasonlatos. Doxykat szép számmal találunk Észak-Európa-szerte és Amerika hűvösebb éghajlatú vidékein. Petéiket, melyekből egyszerre mintegy ötszázat raknak, a földbe ássák. Lárváik 2-3 hét után kelnek ki. A doxynak kétszer két sor apró, hegyes méregfoga van. Doxymarás esetén ellenszérum adása javallott.
- Dugbog (botsárka)

A dugbog Európa, Észak- és Dél-Amerika lápvidékeinek lakója. Ha mozdulatlan, könnyen összetéveszthető egy fadarabbal, de ha közelebbről megszemléljük, észrevehetjük uszonyszerű tappancsait és éles fogait. A dugbog csúszva, kígyózva közlekedik a mocsárban. Főleg kisemlősöket fogyaszt, de súlyos sebet ejthet a sétáló ember bokáján is. Legkedveltebb csemegéje azonban a mandragóra. Sok mandragóratenyésztővel előfordult már, hogy legszebb palántájának levelét félrehajtva, az alatt szétmarcangolt, véres cafatokat talált – a dugbog lakomájának maradékait.
- Fwooper (hurú)

A fwooper feltűnően élénk színű afrikai madár. Lehet narancssárga, rózsaszínű, citromzöld vagy sárga. Tollából igen szép penna készíthető, de színpompás, mintás tojása is kedvelt. Éneke – bár kezdetben kellemes hallgatni – hosszú távon őrjítő hatású (Ütődött Uricnak meggyőződése volt, hogy a fwooper hangjának egészségmegőrző hatása van. Hogy ezt bizonyítsa, három hónapig szünet nélkül hallgatta a madár énekét. Az illetékeseket sajnos nem sikerült meggyőznie a kísérlet pozitív eredményéről, mivel anyaszült meztelenül jelent meg a Varázslótanács előtt, fején különös parókával, amiről
utóbb kiderült, hogy az egy döglött borz.), ezért a fwoopert mindig némító átokkal verve árulják. Az átkot havonta meg kell újítani. A fwooper-vásárláshoz külön engedély szükséges, mivel az állat tartása fokozott körültekintést igényel.
- Glumbumble (búdongó)

Az Európa északi tájain honos glumbumble szürke, szőrös testű, repülő rovar. Melankóliakeltő melaszt termel, melyet a hopszánglevél elfogyasztása után fellépő hisztéria gyógyítására használnak. A glumbumble gyakran költözik be méhkasokba, s fertőzi meg a mézet. Fészkét faodúban, barlangban vagy más sötét, félreeső helyen építi. Csalánnal táplálkozik.
- Hippogriff

A hippogriff sasfejű, lótestű nagybestia. Európából származik, de mára az egész világon elterjedt. A hippogriff elsősorban a földből kikapart rovarokkal táplálkozik, de szívesen elfogyaszt madarakat és kisebb emlősöket is. Fészkét a földön építi, s egyetlen nagy, törékeny héjú tojást rak, melyből alig 24 óra múlva kikel az utódállat. A kicsi egy hét alatt megtanul repülni, de hosszabb utakra csak hónapok múltán tudja elkísérni anyját.
- Hippokamposz

A Görögországban őshonos hippokamposz deréktól előre ló, attól hátra hal. Bár a faj a Földközi-tengerben honos, a sellők 1949-ben Skócia partjainál befogtak és megszelídítettek egy gyönyörű, kék-aranyderes példányt. A hippokamposz nagy, félig átlátszó héjú tojásában jól megfigyelhető az ebicsikó.
- Jarwey (goromka)

A jarwey Nagy-Britanniában, Írországban és Észak-Amerikában honos. Csupán annyiban különbözik egy nagyra nőtt menyéttől, hogy beszélni tud. Alacsony értelmi szintjéből kifolyólag azonban tartalmas eszmecsere nem folytatható vele: megnyilvánulásai rövid (s gyakran sértő) kijelentésekre korlátozódnak, ezekkel viszont cseppet sem fukarkodik. A jarweyk életük nagy részét a föld alatt töltik; főleg gnómokra vadásznak, de zsákmányul ejtik a vakondot, a patkányt és a mezei egeret is.
- Knarl (acsarka, sünmajmoló bosszancs)

Az Európa és Amerika északi felén honos knarlt a muglik általában sündisznónak nézik. Külsőre a két faj valóban tökéletesen egyforma, de van köztük egy fontos viselkedésbeli különbség. A sün, ha élelmet tesznek ki neki a kertbe, elfogadja és elfogyasztja az adományt. A knarl ezzel szemben a gesztusból arra következtet, hogy a ház lakója csapdába akarja csalni őt, és bosszúból feldúlja a kertet, nem kímélve se növényt, se díszeket. Nem egy mugli gyermek szenvedett már el méltatlanul büntetést olyan vandál cselekedetért, melynek valódi tettese egy sértődött knarl volt.
- Kneazle (murmánc)

A kneazle-t, ezt a macskaszerű kisbestiát Nagy-Britanniában tenyésztették ki, de ma már a világ minden részébe exportálják. A kneazle bundája foltos, pettyes vagy tarka, füle feltűnően nagy, farka az oroszlánéhoz hasonló. Okos, önálló, esetenként agresszív állat, de ha megkedvel egy boszorkányt vagy varázslót, remek házi kedvenc válik belőle. Különleges képességei közé tartozik, hogy felismeri az alattomos, gyanús egyéneket, és biztos ösztönnel hazavezeti eltévedt gazdáját. Keresztezhető a macskával; egyszerre legfeljebb nyolc kölyköt fiadzik.
- Leprikón (más néven ír manó)

A leprikónok értelmesebbek a tündéreknél, s jóindulatúbbak az impeknél, a pixiknél vagy épp a doxyknál – de azért pajkos kis bestiák. Kizárólag Írországban fordulnak elő. Színük zöld, magasságuk kb. 15 cm. Kezdetleges ruhájukat levelekből készítik. Képesek az emberi beszédre – ezzel egyedül állnak az „aprónépbe" tartozó fajok között –, de sosem kérvényezték, hogy vegyék fel őket az értelmes lények sorába. A leprikón elevenszülő. Erdőkben, illetve erdős vidékeken él, de szereti felhívni magára a muglik figyelmét, ennek következtében majdnem olyan gyakori figura a mugli gyermekirodalomban, mint a tündér. Az aranyhoz megtévesztésig hasonló anyagot termel, ami néhány óra múlva eltűnik – ezt roppant szórakoztatónak tartja. Levelekkel táplálkozik, s bár megrögzött csínytevő hírében áll, nem tudunk róla, hogy valaha is súlyos kárt vagy maradandó sérülést okozott volna bárkinek.
- Lobalug (fenékjáró fuvacs)

A lobalug az Északi-tenger fenekén él. Ez a 25 cm hosszú, meglehetősen primitív lény mindössze egy gumiszerű csőből és egy méregzsákból áll. Ha veszélybe kerül, összehúzza méregzsákját, és tartalmát támadója felé pumpálja. A sellők fegyverként használják a lobalugot, egyes varázslók pedig bájitalokba keverik lefejt mérgét.
- Macled malaclaw (pettyes pechrák)

A mackled malaclaw szárazföldi állat, Európa sziklás partvidékein él. Annak ellenére, hogy némileg hasonlít a homárra, semmiképp sem tanácsos megenni, mert elfogyasztása magas lázat és visszataszító zöldes bőrelszíneződést okoz. A mackled malaclaw páncélja világosszürke, sötétzöld pöttyökkel. Nagysága nem haladja meg a 30 cm-t. Főleg apró héjas állatokat fogyaszt, de nagyobb testű zsákmánnyal is megbirkózik. Csípése különös mellékhatással jár: a sérültet az eset után kb. egy hétig balszerencse üldözi. Akit mackled malaclaw csípett meg, legalább egy héten át ne kössön fogadásokat, és ne kezdjen kockázatos vállalkozásokba, mert biztos kudarcra számíthat.
- Moke (zanzárd)

A moke kb. 25 cm hosszú, ezüstös zöld gyík. Nagy-Britanniában és Írországban lelhető fel. Bármikor képes összezsugorodni, ennélfogva a muglik még soha egyetlen moke-ot se vettek észre. A moke-bőrt a varázslók nagy becsben tartják, mivel kiváló erszény, pénztárca készíthető belőle. A pikkelyes bőr idegen közeledtére összezsugorodik, csakúgy mint az élő állat, így a zsebmetszők, tolvajok nehezen találják meg.
- Murtlap (loboncos futkár)

A murtlap patkányszerű lény, Nagy-Britannia partvidékeinek lakója. Hátán tengeri rózsára emlékeztető kinövés található. Ez a „lobonc", ha pácolva megesszük, ellenállóbbá tesz az átkokkal, rontásokkal szemben. Túl nagy mennyiségben fogyasztva azonban csúnya vörös szőr nő tőle a fülünkben. A murtlapok héjas állatokat esznek, valamint azoknak a lábát, akik botor módon rájuk lépnek.
- Nogtail (ólálka)

A nogtail Európa, Oroszország és Amerika ritkán lakott területein előforduló démon. Csökött malacra hasonlít. Hosszú lába, tömpe farka és keskeny, fekete szeme van. Belopakodik az ólba, és a malacokkal együtt szopja a kocát. Minél tovább teheti ezt észrevétlenül, minél nagyobbra nő, annál több kárt okoz a gazdaságnak, ahova beköltözött. A nogtail rendkívül fürge, igen nehéz elkapni, de ha egy fehér kutya kiűzi a birtokról, nem tér vissza többet.
- Orrontó furkász

A furkász Nagy-Britanniában honos. Ez a fekete, bolyhos szőrű, hosszú orrú, ásólábú kisbestia szenvedélyesen szeret mindent, ami csillog. A koboldok föld alatti kincseket kerestetnek vele. Bár a furkász szelíd, sőt kedves állat, otthoni tartásra nem alkalmas, mert nagy károkat okozhat azingóságokban. Vackát mélyen a föld alatt – akár 20 méter mélyen – készíti, s egyszerre 6-8 fiókát ellik.
- Pixi (más néven tündérmanó)

Tündérmanókkal leggyakrabban az angliai Cornwallban találkozhatunk. Acélkék színűek, max. 20 cm nagyok és szerfölött pajkosak. Nagy örömüket lelik különféle csínyek, heccek elkövetésében. Bár szárnyuk nincs, tudnak repülni; fülénél fogva felkapják az óvatlan embert, és fa vagy épület tetejére helyezik áldozatukat. Magas, vékony, csacsogó hangokat hallatnak, de beszédük csak a többi pixi számára érthető. Elevenszülők.
- Plimpi

Ennek a gömbölyű, márványos testű halnak két hosszú, úszóhártyás lába van. A mély tavak lakója. A fenéken fel-alá járkálva gyűjti táplálékát, mely elsősorban vízicsigákból áll. Nem különösebben veszélyes állat, bár néha megcsipkedi az úszó ember lábát, ruházatát. A sellők, akiket bosszant a plimpi jelenléte, úgy bánnak el vele, hogy csomót kötnek a lábára. A mozgásképességét vesztett plimpinek, hogy újra úszni tudjon, ki kell csomóznia lábát, az pedig órákig is eltarthat.
- Pogrebin (pogyrebiny)

A pogrebin orosz démon. Alig 30 cm magas, teste szőrös, hatalmas, szürke feje viszont csupasz. Ha kuporog, fényes, gömbölyű kőre hasonlít. Előszeretettel szegődik az ember nyomába, akit árnyékként, pontosabban annak árnyékában maradva követ. Valahányszor az árnyék gazdája hátranéz, a pogrebin azonnal lekuporodik. Néhány óra után a kiszemelt áldozaton a kedélybetegség tünetei mutatkoznak: levertség, mélabú lesz úrrá rajta. Mikor végül megáll és térdre rogy, hogy az élet értelmetlenségén keseregjen, a pogrebin ráveti magát, s megpróbálja felfalni. A támadás azonban könnyen visszaverhető: megteszi bármilyen egyszerű bűbáj vagy bódító átok, de egy jól irányzott rúgás is megfelel a célnak.
- Rőtsipkás

Ezek a törpeszerű lények csatamezők földi üregeiben és egyéb olyan helyeken élnek, ahol valaha emberek vérét ontották. Bűbájjal vagy ártással könnyen elűzhetők, de komoly veszélyt jelentenek a magányos muglikra, akiket éjszaka megtámadnak, és megpróbálnak agyonverni. A rőtsipkások főleg Európa északi részén gyakoriak.
- Shrake (szikecs)

A sharke az Atlanti-óceánban élő, tüskékkel borított testű hal. A hagyomány szerint az első shrakerajt hajós varázslók alkották a 19. század elején, mégpedig azért, hogy megtorolják a mugli halászok inzultusait. A mélyben úszó shrake-k azóta is cafatokra szaggatják a tengernek azon a részén halászó muglik hálóit.
- Streeler (ékes tarlász)

A sharke az Atlanti-óceánban élő, tüskékkel borított testű hal. A hagyomány szerint az első shrakerajt hajós varázslók alkották a 19. század elején, mégpedig azért, hogy megtorolják a mugli halászok inzultusait. A mélyben úszó shrake-k azóta is cafatokra szaggatják a tengernek azon a részén halászó muglik hálóit.
- Szalamandra

A szalamandra kis testű, tűzlakó, lánggal táplálkozó gyík. Teste fényes fehér, de a tűz hőfokától függően kéknek vagy skarlátpirosnak is tűnhet.
A szalamandra, ha borssal etetjük, akár hat órán át is kibírja tűz nélkül. Egyébként addig él, amíg ki nem alszik a tűz, amelyben született. A szalamandravér gyógyító és regeneráló hatású.
- Tengeri kígyó

Tengeri kígyók az Atlanti- és a Csendes-óceánban, valamint a Földközi-tengerben élnek. Jóllehet külsőre riasztóak, nem tudunk olyan esetről, hogy emberre támadtak volna – a muglik hisztérikus hangvételű beszámolói minden valóságalapot nélkülöznek. A tengeri kígyónak a lóéhoz hasonló feje és hosszú kígyóteste van, melyet gyakran hullámszerű púpokban a víz fölé emel.
- Tüzes rák

Nevük ellenére a tüzes rákok inkább megtermett teknőcre emlékeztetnek. Páncéljukat ékkövek sokasága díszíti. Őshazájukban, a Fiji-szigeteken egy partszakaszt védelmi övezetnek jelöltek ki számukra – nem csak az értékes páncéltól esetleg kísértésbe eső muglik távoltartására, hanem a gátlástalan varázslók miatt is, akik díszes üstként használják a páncélt. A tüzes rák egyébként hatásosan meg tudja védeni magát: hátsójából lángot szór támadójára.

##### XX osztályú lények
- Augurey (augurán, más néven Irish Phoenix)

Az augurey Nagy-Britanniában és Írországban honos, de Észak-Európában is felbukkan néha egy-egy példánya. Zöldesfekete tollazatú, sovány, mélabúsnak tetsző madár – megjelenésében némileg emlékeztet egy csökött, alultáplált keselyűre. Rendkívül félénk állat. Tüskés bokrokban fészkel, táplálékát nagyobb rovarok és tündérek alkotják. Napjait túlnyomórészt könnycsepp alakú fészkében megbújva tölti, csak szakadó esőben kel szárnyra. Az augurey jellegzetesen mély, lüktető énekét egykor a halál előjelének hitték. A varázslók elkerülték az augurey-fészkeket, nehogy meghallják a szívszorító hangot. Mondják, több mágus is szívrohamot kapott, mikor bokrok közelében járva megütötte a fülét az augurey sírása. Azóta divattá vált az augureyt mint házi időjóst tartani, bár a madárnak a téli hónapokban tapasztalható szüntelen „óbégatása" sokak szerint elviselhetetlen. Az augurey tolla pennaként nem használható, mivel taszítja a tintát.
- Bólintér

A bólintér faőrző kisbestia, Nyugat-Anglia, Dél-Németország és egyes skandináviai erdők lakója. Igen nehéz észrevenni, mivel kicsiny (max. 20 cm magas), és apró barna szemétől eltekintve egy darab gallyas fakéregre hasonlít. A bólintér rovarevő, s alapjában véve igen félénk, béketűrő lény. Ha azonban valaki ártó szándékkal közeledik az általa őrzött fához, köztudottan megvadul. A lomb közül leugorva támad, és hosszú, hegyes ujjait az otthonát fenyegető favágó vagy kéregfaragó szemébe vájja. Ha fatetűvel kínálják, azt békésen elfogyasztja, s engedi, hogy a boszorkány vagy varázsló varázspálcának való ágat vágjon a fájáról.
- Chizpurfle (csippelke)

A chizpurfle parányi, 1 mm-nél alig nagyobb élősködő. Testük atkaszerű, rágójuk aránytalanul nagy. A mágia vonzza őket, befészkelik magukat a crupok, augureyk és hasonló bestiák szőrébe, tollazatába. Varázslóházakban is feltűnhetnek, ahol megtámadják a mágikus tárgyakat. Beleeszik magukat a varázspálcába, hogy elérjék annak mágikus magját, de az elmosatlan üstben is megtelepszenek, s bekebelezik az edényben maradt bájitalcseppeket.
- Clabbert (lámpás klampóc)

A clabbert fán lakó bestia. Külseje alapján békával keresztezett majomra emlékeztet. Őshazája Dél-Amerika, de exportált példányai világszerte megtalálhatók. Sima, szőrtelen bőre márványos zöld színű, ujjai között repülőhártya feszül. Hosszú, mozgékony végtagjainak hála egy orangután ügyességével lendül ágról ágra. Fejéből két kurta szarv áll ki. Széles szája – mely pofájának vigyorgó kifejezést kölcsönöz – borotvaéles fogakat rejt. Táplálékát főként gyíkok és madarak alkotják. A faj legjellegzetesebb külső jegye a homlok közepén elhelyezkedő jókora hólyag, mely vörös színt ölt és villogni kezd, ha a bestia veszélyt érez. Amerikai mágusok egykor előszeretettel tartottak clabberteket a kertjükben, hogy azok figyelmeztessék őket, ha mugli közeledik. A Mágusok Nemzetközi Szövetsége azonban súlyos pénzbüntetések kiszabásával visszaszorította ezt a gyakorlatot. A éjszakában világító, clabberthólyagokkal teli fa igen látványos volt ugyan, de túl sok muglit csábított arra, hogy megkérdezze a szomszédot, miért hagyja fent még júniusban is a karácsonyi lámpafüzért.
- Diricawl (dirikól)

A diricawl pufók testű, bolyhos tollazatú, repülésre képtelen madár. Mauritius szigetén őshonos. Igen jellegzetes módon menekül: tollhullatva eltűnik, hogy aztán valahol másutt felbukkanjon. (Ezzel a képességgel a főnix is rendelkezik.) A faj érdekessége, hogy egykor a muglik is tudtak a létezéséről, bár ők „dodó" néven ismerték. Mivel nem voltak tisztában vele, hogy a diricawl képes eltűnni, azt hitték, vadászaik kiirtották a fajt. Tekintve, hogy ez a tény a jelek szerint rádöbbentette őket a többi élőlény válogatás nélküli pusztításának veszélyeire, a Mágusok Nemzetközi Szövetsége nem tartja célszerűnek eloszlatni a diricawl kihalásának tévhitét.
- Imp

Kizárólag Nagy-Britanniában és Írországban előforduló kisbestia. Gyakran összetévesztik a hasonló méretű (15–20 cm-es) tündérmanóval, bár az imp nem tud repülni, és korántsem nevezhető színpompásnak (általában sötétbarna vagy fekete). A humora azonban épp olyan közönséges, mint a tündérmanóé. A vizenyős, lapos területeket kedveli, de folyópartokon is tanúi lehetünk, amint kedvenc elfoglaltságát űzi: megpróbálja fellökni, elgáncsolni az arra járókat. Az imp apró rovarokat eszik; szaporodási szokásai hasonlóak a tündéréhez, de petéiből nem hernyók, hanem „kész", kb. 2,5 cm-es utódok kelnek ki.
- Jobberknoll (nosztallang)

Az Európa és Amerika északi részén elterjedt jobberknoll apró testű, kék pettyes, rovarevő madár. Érdekes tulajdonsága, hogy élete végégig néma, de halála percében hosszan felkiált. Búcsúdalával kiad magából minden hangot, amit életében hallott, visszafelé „öklendve fel" azokat. A jobberknolltoll az igazságszérumok és a memóriaital egyik hozzávalója.
- Kákalag

Nagy-Britannia és Írország tavaiban találhatunk rá erre a halványzöld, hegyes szarvú, apró halakkal táplálkozó vízidémonra. A kákalag a muglikkal és a mágusokkal szemben egyaránt ellenséges, a sellőknek ellenben sikerült háziasítaniuk. Hosszú ujjai markolásra igen alkalmasak, viszont könnyen eltörnek.
- Kerti törpe (más néven gnóm)

A gnóm egész Észak-Európában és Észak-Amerikában elterjedt közönséges kerti kártevő. Magassága kb. 30 cm, feje aránytalanul nagy, lába erős, csontos. Eltávolításának módja: a lábánál fogva megforgatjuk, hogy elszédüljön, majd a kerítés fölött kihajítjuk a kertből. A törpementesítéshez jarweyt is használhatunk, bár ezt a módszert manapság sok varázsló túl kegyetlennek tartja.
- Mooncalf (holdborjú)

A mooncalf rendkívül félénk teremtés – csak teliholdkor merészkedik elő odújából. Halványszürke teste sima. Esetlenül vékony lába jókora, lapos lábfejben végződik. Két dülledt, kerek szeme a feje tetején helyezkedik el. Elhagyatott helyeken a mooncalfok hátsó lábukra állva bonyolult koreográfiájú táncot – sokak szerint egyfajta násztáncot – lejtenek a holdfényben. A búzaföldeket gyakran érdekes geometriai alakzatokban tapossák ki, nagy fejtörést okozva ezzel a mugliknak. Holdfényben táncoló mooncalfokat látni felejthetetlen élmény, emellett hasznos is lehet: ha ugyanis napkelte előtt összegyűjtjük az ezüstszínű ürüléket, s azzal trágyázzuk a mágikus növények, virágok ágyasait, a palánták rendkívül gyorsan és nagyra nőnek. Mooncalfokat világszerte találunk.
- Padlásszörny

A padlásszörny csúf, de nem különösebben veszélyes lény. Külsőre pedig elég ijesztő, kissé nyálkás testű, és fogszabályzásra is szorulna. Általában varázslók birtokában lévő házak padlásán vagy a pajtában lakik, ahol összefogdossa és elfogyasztja a pókokat, molylepkéket. Gyakran hallat panaszos hangokat, néha kisebb tárgyakat hajigál céltalanul, de alapjában véve jámbor, együgyű lény, legfeljebb rámordul arra, aki elbotlik benne. A Varázslényfelügyeleti Főosztályon belül működő Padlásszörny Különítmény minden esetben eltávolítja a bestiákat a muglikézbe kerülő ingatlanokból, de a varázslók számára a padlásszörny jelenléte általában kedvelt társalgási téma, sőt, sok családban házi kedvencnek tekintik.
- Porlock (porlokk)

A porlock az angliai Dorsetben és Írország déli részén honos lóőrző lény. Füvet eszik. Bundája bozontos, sűrű fejszőrzete merev, hajszerű, orra feltűnően nagy. Felegyenesedve jár patás lábán, rövid karja négy tömpe ujjban végződik. A kifejlett példányok kb. 60 cm magasak. A porlock félénk lény, életét lovak őrzésével tölti. Istállókban összegömbölyödve pihen a szalmán, a legelőn a lovak között keres helyet magának. Az emberrel szemben gyanakvó, közeledtére mindig elrejtőzik.
- Puffskein (golymók)

A golymók világszerte elterjedt. Ez a gömbölyű testű, vajszínű, puha bundájú lény rendkívül szelíd, a simogatást és a dobálást egyaránt jól tűri. Igénytelen, így gondozása egyszerű; ha jól érzi magát, mély, zümmögő hangot hallat. Időről időre kidugja hosszú, vékony, rózsaszínű nyelvét, s táplálékot keresve körültapogatózik a házban. Az ételmaradéktól a pókig mindent elfogyaszt, s előszeretettel dugja fel nyelvét az alvó varázsló orrába, hogy elmajszolja az orrváladékot. Ez a szokása igen népszerűvé tette a mágusgyermekek körében, akik házi kedvencként tartják.
- Tündér

A tetszetős külsejű, de korlátozott értelmi képességű tündéreket (A tündérek igen nagy népszerűségnek örvendenek a muglik körében, s a mugli gyermekmesék gyakori szereplői. Az un. „tündérmesékben" olyan, fejlett egyéniséggel rendelkező szárnyas lényekként ábrázolják őket, akik társalogni tudnak az emberekkel (bár stílusuk jobbára émelyítőén érzelgős), mi több, varázspálcájuk van. A muglik elképzelése szerint a tündérek virágsziromból, kivájt kalapos gombából és hasonló anyagokból készült házikókban laknak. Összességében meglehetős bizonyossággal állíthatjuk, hogy a mágikus bestiák közül a tündéreknek van a legjobb mugli sajtója.) a mágusok gyakran használják dekorációs célokra. A tündérek erdőkben és erdei tisztásokon élnek. Nagyságuk 2–12 cm között változik, testük az emberi test miniatűr mása, de a rovarokéhoz hasonló szárnyuk is van. A szárny alfajtól függően átlátszó vagy sokszínű lehet. Gyenge varázserejüket a tündérek a rájuk leső ragadozók, pl. az augurey elriasztására használják. Veszekedős természetűek, de mivel végtelenül hiúak is, kezessé válnak, ha lehetőségük nyílik díszítő elemként működni. Emberi küllemük dacára nem tudnak beszélni, egymás között magas zümmögő hangokkal kommunikálnak. A tündér legfeljebb ötven petét rak, azokat levelek alsó oldalán rögzíti. A petékből színpompás hernyók kelnek ki, melyek 6-10 napos korukban bebábozódnak, hogy egy hónap múltán kifejlett, szárnyas egyedként szülessenek újjá.

##### X osztályú lények
- Futóféreg

A vastag, barna futóféreg nedves helyeken, vizesárkokban él. Legfeljebb 25 cm-esre nő meg, s gúnyból ráragasztott nevével ellentétben igen keveset mozog. Feji és farki végén, melyek tökéletesen egyformák, nyálkát termel, amit néha varázsfőzetek besűrítésére használnak. A futóféreg kedvenc tápláléka a salátalevél, de szinte bármilyen növényt elfogyaszt. 
- Horklump (tohonya turka)

A horklump Skandináviából terjedt el, Európa északi részén. Gombára emlékeztető húsos, rózsaszín testén fekete, drótszerű sörtéket találunk. Gyorsan szaporodik, egy átlagos méretű kertet néhány nap alatt megtölt. Fő tápláléka a földi giliszta, felkutatására izmos tapogatóit használja, melyeket gyökér módjára a földbe ereszt. A horklump a kerti törpe kedvelt csemegéje, de más említésre méltó hasznot nem hajt.

## Magyarul
- Göthe Salmander: Legendás állatok és megfigyelésük. Albus Dumbledore előszavával; ford. Tóth Tamás Boldizsár; Animus, Bp., 2001
- Legendás állatok és megfigyelésük. Az eredeti forgatókönyv; ford. Tóth Tamás Boldizsár; Animus, Bp., 2017

## Külső hivatkozások
- A könyv a Harry Potter Wiki-n (angolul)
- A valós könyv a Harry Potter Wiki-n (angolul)
- Interjú J. K. Rowling-gal (angolul)
- A fordító listája a könyvbe bele nem került magyar nevekről